# Faculdade de Medicina de Ribeirão Preto da Universidade de São Paulo
A Faculdade de Medicina de Ribeirão Preto da Universidade de São Paulo (FMRP-USP) é uma unidade de ensino, pesquisa e extensão da Universidade de São Paulo voltada para a área de ciências médicas e da saúde. A FMRP-USP está localizada no Campus USP de Ribeirão Preto no interior de São Paulo, no Brasil.
Anualmente, oferece vagas para os cursos de graduação em Ciências Biomédicas, Fisioterapia, Fonoaudiologia, Informática Biomédica, Medicina, Nutrição e Metabolismo e Terapia Ocupacional.
A FMRP-USP é a segunda faculdade de medicina da Universidade de São Paulo, ao lado da FMUSP, localizada na cidade de São Paulo, e da FMBRU/USP, localizada em Bauru.

## História
Em São Paulo, 1948, votou-se lei contemplando várias cidades paulistas com diferentes cursos superiores. À sociedade de Ribeirão Preto, que reclamava sediar uma Universidade do Interior, destinou-se uma Faculdade de Medicina, aceita de bom grado na certeza de vir a ser a "célula mater" daquele ideal". O encaminhamento da execução da lei mostrou-se inviável, passando pela emenda da subordinação da futura escola à USP, que por zelo à qualidade do ensino médico era, manifestamente contrária. Não obstante, o então reitor, Ernesto Leme, recebeu do Governador do Estado sua decisão política: "instalação imediata" da Faculdade de Medicina em Ribeirão Preto. Foi o "cumpra-se a lei" de nº 161 de 1948, que levou a Comissão de Ensino e Regimento (FMSP-USP) a emitir parecer favorável, escudando-se no "fato da Faculdade de Medicina de São Paulo dispor de 138 livre-docentes" dispostos a integrar o corpo acadêmico da futura escola médica.

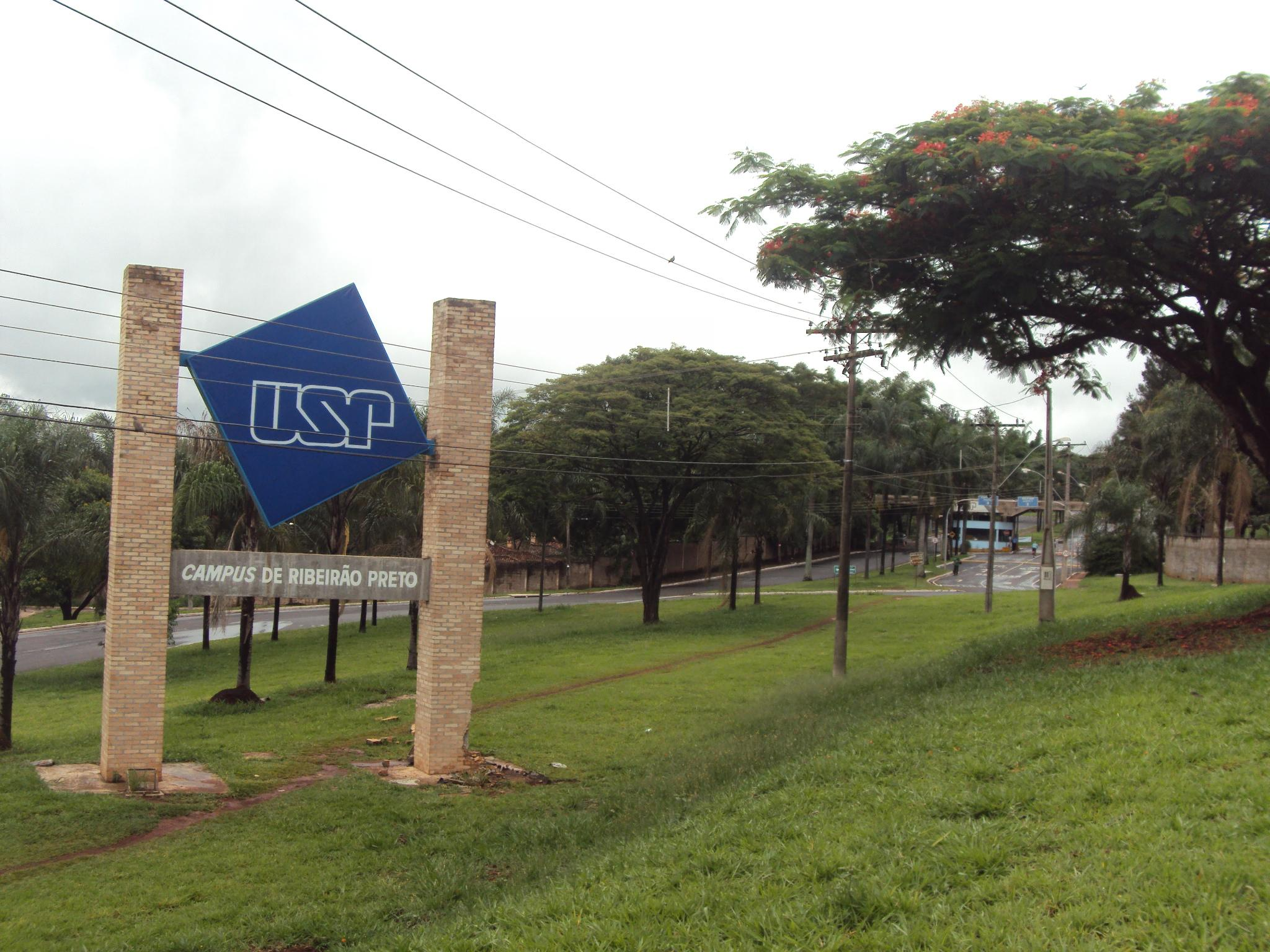
Entrada principal do campus da USP de Ribeirão Preto

Furtavam-se ainda, para a realização prática plena da faculdade, as necessidades de adoção do tempo integral para as disciplinas básicas e clínicas, criação de uma Escola de Enfermagem e a construção de um Hospital-Escola. Consta que a afirmação destas linhas mestras satisfaziam às exigências da Fundação Rockefeller para futuro apoio financeiro a Faculdade de Medicina e que estes entendimentos não teriam vindo a público pelo nacionalismo exacerbado do Brasil de então. Certo é que estes financiamentos vieram logo após sua criação e muito ofereceram à FMRP em termos de aprimoramento de professores, estruturação de departamentos, equipamentos de laboratórios e serviços da Faculdade e do Hospital das Clínicas. Corrobora a veracidade daquelas exigências o fato de que os mentores da estrutura didática desta Faculdade preocuparam-se no relacionamento Universidade-Indústria, não próprio ao pensamento de um Brasil agrário. Veja-se "o que a Indústria espera da Universidade" é tema presente no processo de sua criação.
No ir e vir do ano de 1951, em meio a um emaranhado de ações e entendimentos políticos, em dezembro, a FMRP ganhou sua autorização de funcionamento. Releve-se que implantar "numa terra de chão" uma Faculdade de Medicina com propósitos inovadores - ensino, pesquisa e prestação de serviços - linhas mestras que até hoje a norteiam, não foi tarefa fácil. De seu funcionamento no porão da Rua Visconde de Inhaúma sobrelevam as dificuldades, o idealismo e a certeza de desenvolver a investigação científica, antes patrimônio de alguns poucos Institutos entre os quais, Manguinhos, Butantã e Biológico.

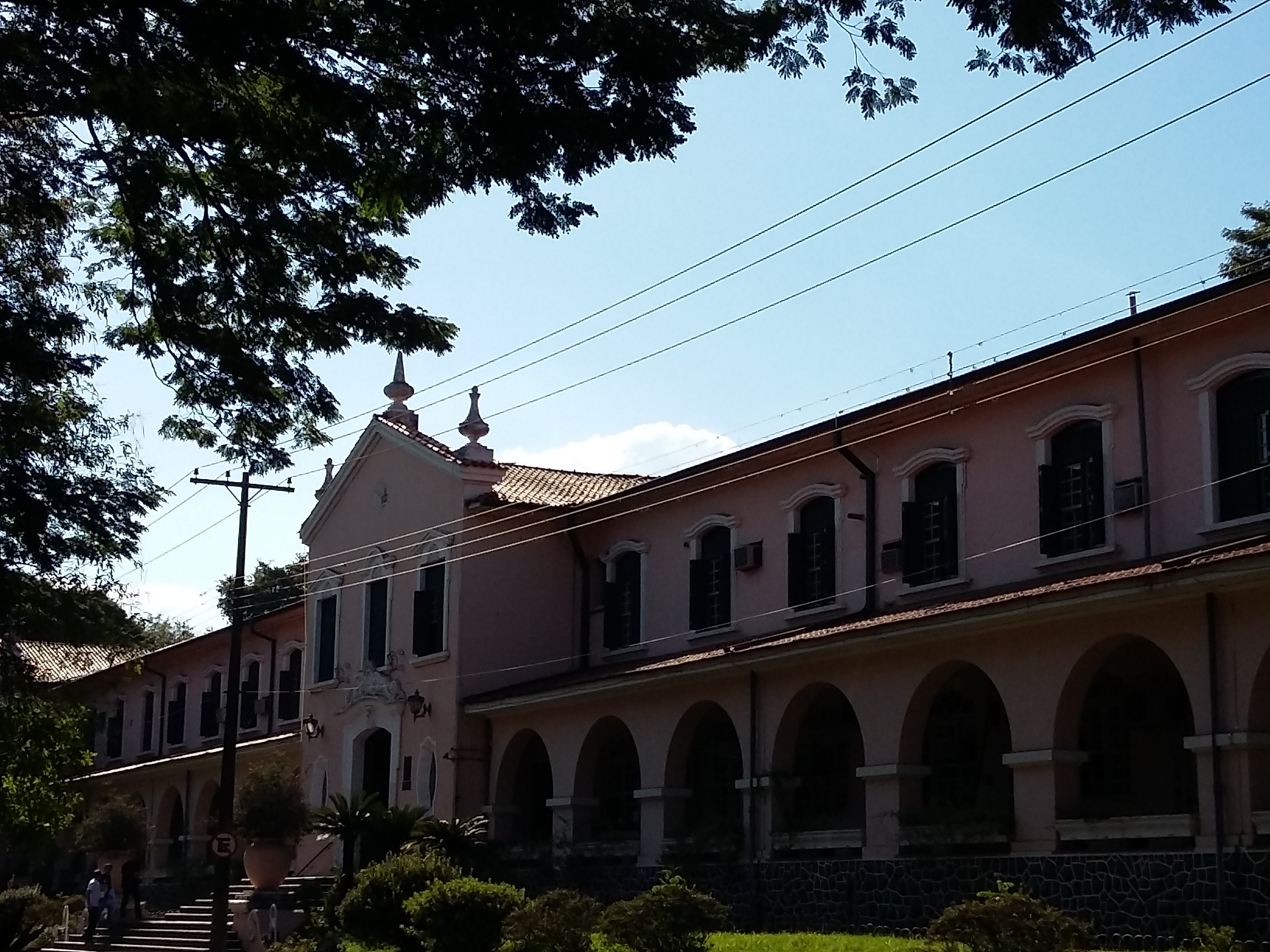
Prédio Central da FMRP

Ao seu primeiro Diretor - Zeferino Vaz (1952-1964), homem de pensamento grande, deve-se creditar ações que contribuíram para o êxito da nova Faculdade de Medicina. Era ele fruto dos frutos da escola Oswaldiana de Manguinhos, pois tivera em Rocha Lima e Arthur Neiva a formação do espírito pesquisador e no Instituto Biológico de São Paulo vivenciara a atividade de pesquisa. Para imprimir à nova F.M. mecanismos da ciência e da pesquisa buscou colaboradores europeus, argentinos e nacionais já expressivos. Os primeiros dispostos à imigração pelas consequências do pós-guerra europeu e pela arbitrária política peronista. São exemplos Lucien Lison, um dos pioneiros da histoquímica, Fritz Köberle, responsável pela teoria neurogênica da fase crônica da Doença de Chagas, Miguel Rolando Covian, discípulo direto de Bernardo Houssay (Prêmio Nobel de Fisiologia e Medicina em 1947) e um dos pioneiros da Neurofisiologia na América Latina. Dos nacionais, destacaram-se os primeiros entre os primeiros - José Lima Pedreira de Freitas, que desde 1941 estudava Chagas nos aspectos clínicos, epidemiológicos e profiláticos, e Maurício Rocha e Silva, um dos descobridores da bradicinina, e "a maior expressão da farmacologia brasileira de todos os tempos", e isto sem falar em outros cientistas que deixaram sua contribuição sem aqui permanecerem como Samuel Pessoa.
Mérito igual ou maior teve Zeferino Vaz, ao escolher, pelo potencial, jovens nacionais que no labor desta Faculdade frutificaram, como Hélio Lourenço de Oliveira, Ruy Ferreira-Santos, Jacob Renato Woiski, Paulo Pupo, Domingos Andreucci, Almiro P. de Azeredo. O diretor que o substituiu também preocupou-se com o enriquecimento do elemento humano, a vinda de Warwick Kerr para dirigir o Departamento de Genética - 1964 - é exemplo. A estruturação da Biblioteca da Faculdade foi também ação do primeiro diretor com respaldo de todas as subsequentes administrações, haja vista, para a riqueza de seu acervo.

## Hospital das Clínicas da Faculdade de Medicina de Ribeirão Preto da USP (HCFMRP-USP)
O Hospital das Clínicas, indispensável ao bom ensino médico, teve na Fundação Sinhá Junqueira, a partir de 1956, por cessão de direito sua melhor estruturação, enquanto o de Monte Alegre, teve construção lenta pelas dificuldades financeiras, somente inaugurado 22 anos depois. Hoje ambos prestam inestimáveis serviços à comunidade como um todo, pois atendem não só populações carentes, como também, segmentos socialmente diferenciados - via Clínica Civil. Pode-se dizer que os professores vivenciam o princípio do "tempo integral geográfico".

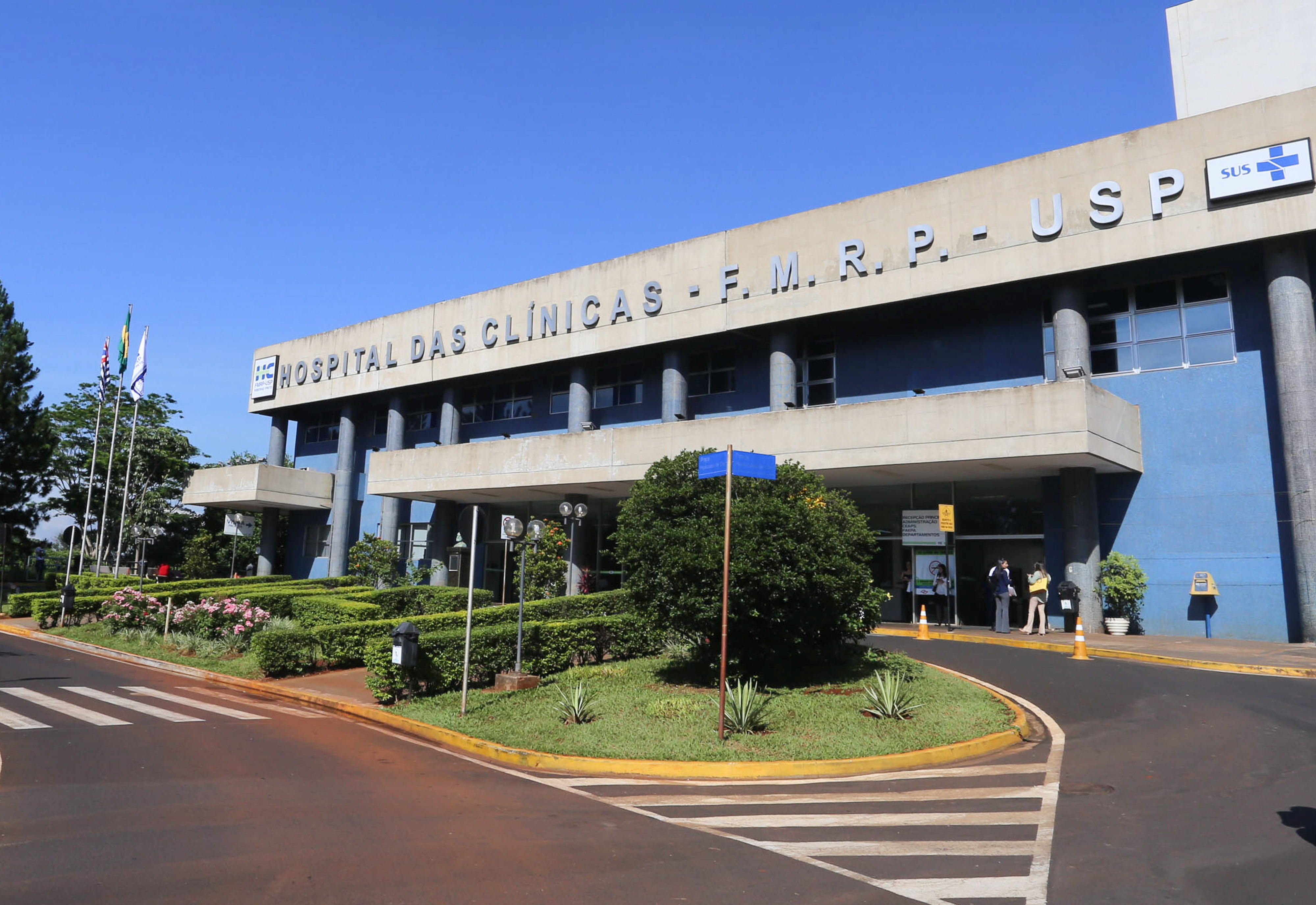
HCFMRP em 2017

Hoje, diariamente, o HC realiza cerca de 2500 consultas, 60 cirurgias, 90 internações, 6 mil exames laboratoriais, 2 mil exames especializados, 500 exames radiológicos, fornece em média 220 transfusões de sangue e 9500 refeições. Reconhecido como centro de referência, no Hospital das Clínicas de Ribeirão Preto estão as linhas de pesquisa de alta qualidade, ensino de medicina, enfermagem, fisioterapia, nutrição, fonoaudiologia, terapia ocupacional e informática biomédica. O HC conta com uma equipe multidisciplinar que trabalha em busca constante pelas melhores técnicas para salvar vidas e atenuar a dor. Para isso, o complexo do HCFMRP-USP dispõe de três prédios: dois situados no Campus Universitário: HC-Campus e o Hemocentro de Ribeirão Preto - Centro Regional de Hemoterapia do HCFMRP-USP e um situado na área central da cidade, onde funciona a Unidade de Emergência - UE. Além disso, oferece apoio profissional, financeiro, logístico e administrativo a um conjunto de unidades: Hospital-Dia de Psiquiatria, Centro Médico Social e Comunitário Vila Lobato, Centro de Saúde Escola "Joel Domingos Machado" e Centro Médico Social Comunitário Pedreira de Freitas em Cássia dos Coqueiros (SP).

## Brasão
O distintivo da USP tem um lema agonístico: “SCIENTIA VINCES”, criado num período pós-derrota militar do Estado de São Paulo, quando se criou a USP como instrumento de formar elites capazes de, um dia, desenvolver e governar o país. O da FMRP, criado num período pós-ditadura Vargas, quando se tentava reorganizar a vida da cidadania, é mais construtivo: “SCIENTIA TERMINUM AMOVERE”.
O brasão traz, no peito de uma águia a palavra UNIVERSIDADE, tradução de “UNIVERSITAS” que significa totalidade ou universalidade. Mas totalidade é um termo vago. Por isso, “UNIVERSITAS” desde a Idade Média, é indissociável de outro termo: “STUDIORUM”, que tem várias acepções: De fato, “estudos” pode ser entendido como áreas, especialidades ou ramos do saber, como há os estudos jurídicos ou matemáticos; pode-se entender os “estudos” ou “estúdios”, isto é, gabinete ou laboratórios de trabalhos, tais como o estúdio do astrônomo ou o do herborista (no Brasil a palavra ficou restrita a algumas artes: temos estúdios de fotografia, de cinema, de dança).
Mas “UNIVERSITAS STUDIORUM” não é a universalidade das áreas do saber e nem a totalidade dos estúdios. “STUDIUM” tem ainda um outro sentido, mais genuíno. Significa paixão, gosto, interesse, esforço, procura. “UNIVERSITAS STUDIORUM” significa, portanto, a totalidade dos interesses, do saber ou de saber.
O “saber prático”, o “saber técnico”, era aprendido no convívio com os artesãos, com os mestres de obras, de artes e ofícios. Aprendia-se fazendo e vendo fazer, independentemente de qualquer formação teórica, doutrinária. Os interesses do saber intelectual, os interesses de compreender ( mais que os de fazer) congregaram-se na “UNIVERSITAS STUDIORUM”.  Ali se discutiam e se criavam as explicações, as teorias, as doutrinas, “doctrinae”, sob a guia do saber.
Para simbolizar o alcance de horizontes ilimitados, a visão elevada e a liberdade de direções, nada melhor do que uma águia em pleno voo. A águia sustenta, com suas garras, a espada da ousadia, símbolo também de São Paulo, expressando sua filiação à Universidade de São Paulo, e o bastão com a serpente de Esculápio, símbolo secular da arte médica.
Mas o lema ou dístico do brasão desta casa, tem significado transcendente: “SCIENTIA TERMINUM AMOVERE”. Pelo conhecimento, dilatar o limite, expandir a fronteira. É uma clara profissão de fé no conhecimento como instrumento para libertar o homem de suas limitações e ampliar suas possibilidades de felicidade na Terra. Mas a frase latina, permite rigorosamente, outra leitura, de genuíno significado médico: “Pela ciência, afastar o fim, o término”. Uma profissão de fé na vitória da ciência (médica) na luta contra a morte, a finitude humana.

## Associação Atlética Acadêmica Rocha Lima (AAARL)
A Associação Atlética Acadêmica Rocha Lima (AAARL) foi fundada em 19 de março de 1954 por membros da 1ª turma da Faculdade de Medicina de Ribeirão Preto.
A AAARL propõe, desde suas origens, difundir a prática de desportos amadores entre seus associados, promover o intercâmbio com as associações congêneres do país, colaborar com o desenvolvimento do desporto universitário e organizar excursões para competições, sendo sua finalidade maior difundir e elevar o nome da Faculdade de Medicina de Ribeirão Preto. Além disso, a AAARL desenvolve trabalhos e pesquisa na área de Medicina Esportiva e Reabilitação, destacando-se como pioneira na realização do bienal Encontro AAARL de Medicina Esportiva. Outro braço acadêmico da AAARL é o Núcleo de Primeiros Socorros (NPS), fundado pelo professor Sérgio Britto Garcia. Onde os alunos se dedicam ao aprendizado dos primeiros socorros e também a ensinar outros por meio de cursos básicos e avançados.
A AAARL participa atualmente das seguintes competições: InterUSP, Copa UNICOC, Botubeirão, IntercaloMED e a sua principal competição do ano: a INTERMED. Seus principais títulos são: Tri-campeã do Puccambeirão, Dezenove vezes campeã do Botubeirão, Bicampeã do IntercaloMED, atual Campeã do Intracampus, Seis vezes campeã da Pré-INTERMED, atual Bicampeã da Copa UNICOC, mais de 20 vezes campeã da JURP, Terceira colocada na INTERMED em 1997 e em 2006, Vice-campeã da InterUSP-85; nas seguintes modalidades: futebol, futsal, voleibol, basquetebol, handebol, natação, atletismo, judô, karatê, rugby, polo aquático, tênis, tênis de mesa, xadrez, baseball e softball.

## Centro Acadêmico Rocha Lima (CARL)
O Centro Acadêmico Rocha Lima, fundado em 10 de junho de 1952, é constituído por todos os alunos da FMRP e é um órgão independente da mesma instituição, sem fins lucrativos. Os objetivos do CARL são: defender, elevar o nome da FMRP; defender os interesses de seus associados, no que for de direito e justiça; promover e incentivar atividades que possam contribuir para o desenvolvimento científico, ético, intelectual, artístico, político e social de seus associados; tornar agradável e educativo o convívio entre os associados e os demais Centros Acadêmicos; promover conferências e reuniões sobre assuntos de interesse à comunidade acadêmica; prestar, quando possível, assistência econômica e social aos associados; promover e participar de campanhas para melhoria das condições médicas, sanitárias e educativas de nosso povo; zelar pelo bom entendimento entre corpo discente, corpo docente e diretoria da FMRP; manter uma sede que proporcione espaço para as atividades do CA e conforto a seus associados; comemorar fatos e homenagear personalidades.
O CARL possui diversos departamentos, dentre os quais se destacam o Científico, criador da Revista Medicina de divulgação científica e responsável pelo Congresso Médico Acadêmico (COMA), Cultural (responsável pelo Show Medicina, famoso evento teatral que ocorre anualmente no Teatro Pedro II em Ribeirão Preto, Ensino, e em especial a Coordenadoria de Ligas, que promove atividades de ensino, pesquisa e extensão em diversas áreas da prática médica.